# Raión de Ruzhyn
Ruzhyn (en ucraniano: Ружинський район) es un raión o distrito de Ucrania en el óblast de Zhytomyr. 
Comprende una superficie de 1002 km².
La capital es la ciudad de Ruzhyn.

## Demografía
Según estimación 2010 contaba con una población total de 34372 habitantes.

## Otros datos
El código KOATUU es 1825200000. El código postal 13600 y el prefijo telefónico +380 4138.